# Leymus jenisseiensis
Leymus jenisseiensis är en gräsart som först beskrevs av Porphir Kiril Nicolai Stepanowitsch Turczaninow, och fick sitt nu gällande namn av Nikolai Nikolaievich Tzvelev. Leymus jenisseiensis ingår i släktet strandrågssläktet, och familjen gräs. Inga underarter finns listade i Catalogue of Life.